# 吉満寛人
吉満 寛人（よしみつ ひろと、1960年〈昭和35年〉7月4日 - ）は、日本の俳優。鹿児島県出身、元・劇男一世風靡（一世風靡セピアの母体）メンバー。旧芸名、吉満 涼太（よしみつ りょうた）。イイジマルーム、スタッフ・ポイント所属を経て、現在アンシャンテ所属。身長177 cm、体重60 kg。

## 人物
劇男一世風靡の一員として原宿歩行者天国で毎週日曜日に寸劇やダンスをしていたが、1986年の東宝映画『恋する女たち』（斉藤由貴主演、大森一樹監督）のナンパな大学生役でデビュー。以後、コミカルなワンポイントリリーフとして大森組の常連となる。
その後は権力に媚びたイヤミな刑事役などでの起用が多かったが、『牡丹と薔薇』や『冬の輪舞』での凶悪なキャラクターで悪役として一躍注目を集めるようになった。
テレビや映画に多数出演し、味のある脇役として欠かせない俳優である。
2008年前後から活動の場をテレビドラマから映画や舞台に移している。
小林薫、梶原善に顔立ちが似ているともいわれる。
一世風靡セピアの哀川翔とは高校時代からの友人である。

## 出演

### テレビドラマ

#### NHK系
- 銀河テレビ小説 しあわせ志願（1988年）
- BS日曜ドラマ 女にも七人の敵（1996年）
- 連続テレビ小説
  - あぐり（1997年） - 記者 役
  - まんてん（2002年） - 段田 役
- 次郎長背負い富士 第4話（2006年）
- 人生はフルコース 第1・2話（2006年）
- 篤姫（2008年） - 井上清直 役
- 初恋芸人 第7話「全て丸コゲ! もう恋なんてしない…」（2016年4月12日、NHK BSプレミアム） - 須藤洋蔵 役
- 定年女子（2017年、NHK BSプレミアム） - 青木タカシ 役
- 赤ひげ 第3回「最期の告白」（2017年11月17日、NHK BSプレミアム） - 梅造 役

#### 日本テレビ系
- 木曜ゴールデンドラマ 娘からの宿題（1990年）
- 君だけに愛を（1991年）
- 男はいらない（1994年）
- ナチュラル 愛のゆくえ（1996年）
- 隣人は秘かに笑う（1999年）
- 新宿暴走救急隊 第1話「涙をぶっとばせ! 命知らず緊急出動」（2000年）
- FACE〜見知らぬ恋人〜（2001年）
- 私立探偵 濱マイク 第1話（2002年）
- 新・夜逃げ屋本舗 第3話「ばあちゃんピンチ」（2003年）
- 伝説のマダム 第5話（2003年）
- 共犯者 第4話（2003年）
- ブルドクター 第7話（2011年） - 梶田勝彦 役
- 火曜サスペンス劇場
  - 刑事・鬼貫八郎3 完全犯罪（1994年7月26日）
  - わが町7 （1996年10月22日） - 本庁刑事 役
  - 救急指定病院10（1999年10月19日） - 水戸医師 役
  - 小京都ミステリー30 エジプト パピルス殺人事件（2001年10月9日） - 吉井誠 役
  - 警部補 佃次郎15 結婚しない女（2002年7月2日） - 野口 役
  - 地方記者・立花陽介19 箱根小田原通信局（2002年9月24日） - 岡島 役
  - 警視庁鑑識班19（2005年5月24日） - 大森幸生 役
- 示談交渉人 ゴタ消し 第1話（2011年、読売テレビ制作） - 福田 役
- たぶらかし-代行女優業・マキ- 最終話（2012年、読売テレビ制作） - 沢田刑事 役
- 婚活刑事（2015年、読売テレビ制作） - 村上高志 役
- 花咲舞が黙ってない 第2シリーズ 第9話「消えた一千万の手形…絶対に隠したかった関係!?」（2015年9月2日） - 川端道和 役

#### TBSテレビ系
- 犯人は誰だ! 夏樹静子ミステリードラマスペシャル そして誰かいなくなった（1997年10月5日）
- ウルトラマンダイナ 第4話「決戦! 地中都市」（1997年、毎日放送） - ジオシティ技術者 役
- QUIZ（2000年）
- 東芝日曜劇場・オヤジぃ。（2000年）
- 金曜日の恋人たちへ（2000年）
- ケータイ刑事 銭形零 第5話（2004年） - 丹羽多聞アンドリウ 役
- ナショナル劇場
  - 「特命!刑事どん亀 第12話（2006年）
  - 「浅草ふくまる旅館（2007年） - 村越貴章 役
- 愛の劇場
  - 結婚の条件（1989年）
  - 風になりたい（1998年）
  - ママまっしぐら!」（2000年）
  - 銀座まんまんなか!（2003年）
- 月曜ドラマスペシャル→月曜ミステリー劇場→月曜ゴールデン→月曜名作劇場
  - 看護婦探偵 戸田鮎子1「代理母殺人事件」（1994年7月11日） - 記者 役
  - 早乙女千春の添乗報告書
    - 第1作「金沢湯けむりツアー殺人事件」（1995年2月20日） - 沢井和夫 役
    - 第8作「日光・鬼怒川湯けむりツアー殺人事件」（1999年5月31日） - 岩城健治 役
    - 第16作「静岡湯けむりツアー殺人事件」（2004年10月18日） - 中西弘樹 役

  - ミニパト婦警の事件簿2「違法駐車殺人事件」（1998年12月7日）
  - プロデューサー麻生一平の事件ファイル（1998年12月14日）
  - 検視官江夏冬子4「京都宵山殺人事件」（1999年9月13日） - 原田裕次 役
  - 税務調査官・窓際太郎の事件簿
    - 税務調査官・窓際太郎の事件簿5（2000年7月3日） - 川崎剛 役
    - 税務調査官・窓際太郎の事件簿18（2009年4月20日） - 吉田敏弘 役

  - 弁護士・猪狩文助1「時の剣」（2001年4月23日） - 樋口 役
  - 弁護士高見沢響子4（2001年5月7日） - 中津義則 役
  - 棟居刑事シリーズ2「高層の死角」（2003年4月21日） - 須永 役
  - 見当たり捜査25時（2004年6月21日） - 北島健吾 役
  - 警視庁三係・吉敷竹史シリーズ1「寝台特急「はやぶさ」1/60秒の壁」（2004年12月6日） - 今村刑事 役
  - パートタイム裁判官1（2005年1月31日） - 野瀬浩介 役
  - 警察庁特別広域捜査官 宮之原警部シリーズ2「菜の花幻想殺人事件」（2006年2月13日） - 早見冬彦 役
  - 自治会長 糸井緋芽子 社宅の事件簿7（2006年3月30日） - 牛尾 役
  - 刑事シュート1 しゅうと&ムコの事件日誌（2008年10月20日） - 前園記者 役
  - 萬屋長兵衛の隅田川事件ファイル - 古田刑事 役
    - 萬屋長兵衛の隅田川事件ファイル1（2008年11月17日）
    - 萬屋長兵衛の隅田川事件ファイル2（2010年2月15日）

  - 法廷サスペンスSP3・量刑（2009年5月25日） - 守藤純一 役
  - 離婚妻探偵2（2009年6月15日） - 茂田祐司 役
  - 緑川警部シリーズ
    - 緑川警部 VS 16時02分の路線バス（2010年7月26日）
    - 緑川警部 VS 殺人トランプ（2011年9月12日） - 星野守 役

  - ヤメ刑探偵 加賀美塔子 - 青木刑事 役
    - ヤメ刑探偵 加賀美塔子1「復讐の歯車」（2011年6月6日）
    - ヤメ刑探偵 加賀美塔子2「ミイラは巡る」（2012年11月26日）

  - 船上パーサー・氷室夏子「豪華フェリー殺人事件」（2012年8月6日） - 小林正弘 役
  - 特別企画・SRO 警視庁広域捜査専任特別調査室（2013年12月9日） - 片桐 役
  - 産科医・和泉凛〜生と死のカルテ〜（2014年3月17日） - 那須野博隆 役
  - 十津川警部シリーズ3「伊豆踊り子号殺人迷路」（2017年9月11日） - 金井政彦 役

#### フジテレビ系
- 裸の大将 第53話「清のニセ者さつまあげ」（1992年、関西テレビ / 東阪企画）※吉満涼太名義
- 3番テーブルの客（1996年、フジテレビ）※吉満涼太名義
- シングルス（1997年）
- 眠れる森（1998年）
- らせん 第3話（1999年）
- TEAM（1999年）
- 傷だらけの女（1999年、関西テレビ）
- ショカツ（2000年）
- 救命病棟24時 第2シリーズ 第6話（2001年）
- 恋ノチカラ 第6話（2002年）
- 眠れぬ夜を抱いて 第3話（2002年）
- アットホーム・ダッド 第5話（2005年）
- 新・美味しんぼPART2（2007年）
- 潮風の診療所〜岬のドクター奮戦記〜（2007年） - 原田嘉一 役
- チーム・バチスタの栄光（2008年、関西テレビ）
- 嘘の戦争（2017年、関西テレビ）
- 絶対零度 (テレビドラマ)（2018年） - 岡崎治 役
- 東海テレビ制作昼ドラマ（THK）
  - 砂の城（1997年）
  - 牡丹と薔薇（2004年） - 三上友重 役
  - 冬の輪舞（2005年）
  - 偽りの花園（2006年）
  - 麗わしき鬼（2007年）
- 金曜エンタテイメント
  - 浅見光彦シリーズ 1（1995年） - 泉店長 役
  - 腕まくり看護婦物語7（1997年） - 前田医師 役
  - 「女弁護士水島由里子の危険な事件ファイル2」（1998年） - 入沢健次 役
  - 浅見光彦シリーズ 8 平家伝説殺人事件（1999年）
  - 浅見光彦シリーズ 16 日蓮伝説殺人事件（2003年） - 依田由夫 役
- 金曜プレステージ
  - 浅見光彦シリーズ 23 日光殺人事件（2006年） - 智秋公三 役
  - ひみつな奥さん2（2007年）
  - 浅見光彦シリーズ 31 喪われた道（2008年） - 吉原清治 役
  - 浅見光彦シリーズ35 歌枕殺人事件（2009年10月2日）
  - 「小京都連続殺人事件1」（2012年） - 五十嵐悦弘 役
  - 浅見光彦シリーズ49（2014年） - 坂城保太郎 役
- 小京都連続殺人事件4（2019年） - 庄子高明 役

#### テレビ朝日系
- はみだし刑事情熱系
- 燃えろ!!ロボコン 第21話（1999年） - 木山 役
- はぐれ刑事純情派（2001年） - 岩佐敦志
- てっぺん（1999年）
- ダムド・ファイル（2003年、名古屋テレビ）
- 相棒
  - season2 第8話「命の値段」（2003年12月3日） - 久保田 役（保険会社勤務）
  - season8 第12話「SPY」（2010年1月20日） - 渡辺真澄 役
  - season8 最終話「神の憂鬱」（2010年3月10日） - 渡辺真澄 役
  - season13 第9話「サイドストーリー」（2014年12月17日） - 小宮山茂樹 役
- 仮面ライダーシリーズ
  - 仮面ライダー555 第5話（2003年） - 喫茶店のマスター 役
  - 仮面ライダーリバイス 第6話（2021年） - 裁判長 役
- 松本清張・最終章 わるいやつら 第7話（2007年3月2日）
- 853〜刑事・加茂伸之介 第3話 (2010年1月)
- ホンボシ〜心理特捜事件簿〜 第3話（2011年） - 早川亮二 役
- 俺の空 刑事編 第4話（2011年） - 西山壮介 役
- 松本清張没後20年特別企画 ドラマスペシャル 波の塔（2012年6月23日） - 山本芝夫 役
- ドクターX〜外科医・大門未知子〜 第5話（2014年） - 五十嵐裕久 役
- 警視庁・捜査一課長
  - （2016年） - 本間康治郎 役
  - （2020年） - 小柴石輝 役
- 刑事7人（2016年） - 市川誠司 役
- 特殊犯罪課・花島渉1（2017年） - 国枝尚人 役
- 広域警察9（2017年） - 加納伸彦 役
- 緊急取調室（2019年） - 藤井充
- やすらぎの刻〜道（2019年） - 石坂兵三 役
- 土曜ワイド劇場
  - 大密室殺人事件
  - 国境の女
  - 伊勢志摩密封死体の女
  - 越後路殺人捜査行
  - 警視庁捜査一課強行犯七係
  - ぽっかや診療所事件カルテ6 -望郷の岬・奥松島に立つ女（2007年）
  - 「100の資格を持つ女」 （2009年）
  - 「弁天祐美子法律事務所2」（2009年） - 小笠原忠道 役
  - 「西村京太郎トラベルミステリー60」（2013年） - 須崎秀夫  役
  - 「おとり捜査官・北見志穂18」（2014年）
  - 「温泉 (秘) 大作戦16」（2015年） - 若狭貫太郎  役
  - 「牟田刑事官VS終着駅の牛尾刑事そして事件記者冴子15」（2016年） - 前園豊  役
  - 「タクシードライバーの推理日誌39」（2016年） - 高島医師 役
- 日曜プライム
  - 「白日の鴉2」（2020年5月10日） - 井上一馬 役
  - 「お花のセンセイ」（2020年8月30日） - 戌井一多 役[6][7]
- スーパー戦隊シリーズ
  - 王様戦隊キングオージャー（2023年 - 2024年） - セバスチャン 役[8]
  - 爆上戦隊ブンブンジャー バクアゲ41（2024年12月15日） - サッカー協会会長 役[9]
- 離婚後夜（2024年） - 宝条伊佐夫 役[10]

#### テレビ東京系
- カサブランカ物語 怪盗に口づけを! 第2話「逆タマの道は迷い道」（1990年）
- 秋のドラマスペシャル・中山晋平 その生涯（1991年）
- 人間の証明2001（2001年）
- 李香蘭（2007年） - 小出孝 役
- 月曜女のサスペンス
  - 「夏樹静子トラベルサスペンス　山手線殺人事件」（1988年4月25日）
  - 「孤独なアスファルト」（1989年8月21日）
- 女と愛とミステリー
  - Wの悲劇（2001年）
  - 江戸川乱歩サスペンス 闇の脅迫者（2001年）
  - 捜査検事・近松茂道4　偽装〜昇仙峡に舞う殺人事件（2004年）
- 水曜ミステリー9
  - 「旅行作家・茶屋次郎6」（2006年） - 小南和義 役
  - 「刑事吉永誠一 涙の事件簿」 - 文田涼人 役
  - 「銀座高級クラブママ青山みゆき2」（2007年） - 野村善文 役
  - 「鉄道警察官・清村公三郎2」（2007年）
  - 銀座高級クラブママ青山みゆき3（2008年）
  - 松本清張生誕100年 特別企画 黒の奔流（2009年）
  - 「嘘の証明 犯罪心理分析官・梶原圭子」（2012年 - ） - 田所幸作 役
  - 「浅草下町通交番 子連れ巡査の捜査日誌1」（2013年） - 大西征郁 役
  - 「検事・沢木正夫 第三の容疑者」（2013年） - 世羅武夫 役
  - 「金沢のコロンボ3」（2016年） - 刈谷哲司 役
- 月曜プレミア8
  - 「信濃のコロンボ2」（2021年） - 畑野義秀 役
- 刺客請負人（2008年）
- 卒業ホームラン（2011年）
- 現ナマ弁護士（2017年） - 岩崎亨 役
- 記憶捜査〜新宿東署事件ファイル〜
  - 第1話･第2話（2019年1月18日･25日） - 磯島慶介 役
  - スペシャル2 （2022年6月20日）- 阿部晃司 役
- 冤罪犯（2021年）
- 失踪人捜索班 消えた真実 第1話（2025年4月11日） - アパートの大家 役

#### WOWOW系
- ネオ・ウルトラQ 第9話「東京プロトコル」（2013年）

### 配信ドラマ
- 新聞記者（2022年1月13日配信、Netflix）- 真田 役
- MALICE 第2話・第5話・最終話（2023年9月14日、U-NEXT） - 河合俊之 役

### 映画
- 恋する女たち（1986年、東宝）
- トットチャンネル（1987年、東宝）
- 「さよなら」の女たち（1987年、東宝）
- 君は僕をスキになる（1989年、東宝）
- ゴジラシリーズ
  - ゴジラvsビオランテ（1989年、東宝） - 自衛隊員 役[2]
  - ゴジラvsキングギドラ（1991年、東宝） - 新堂の秘書 役[2]
- ボクが病気になった理由（1990年、東宝）
- ミンボーの女（1992年、伊丹プロ） - ホテルマン 役
- 大失恋。（1995年、東映）
- 君を忘れない（1995年、日本ヘラルド映画）
- 人体模型の夜（1996年、東映）
- 居酒屋ゆうれい（1994年、東宝）
- ドリーム・スタジアム（1997年、東映）
- シングル・ブルー（1999年）
- アダン（2006年）
- 輪廻（2006年、東宝）
- あかね空（2007年、日本ヘラルド映画） - 着流し 役
- ボディ・ジャック（2008年、太泰・ベンテンエンタテインメント）
- SP THE MOTION PICTURE（2010年、東宝） - 成瀬日出雄 役
- 白夜行（2011年、ギャガ） - 桐原洋介 役
- 凶悪（2013年、日活）
- あまのがわ（2018年、アークエンタテインメント） - 天野一彦 役
- 映画 王様戦隊キングオージャー アドベンチャー・ヘブン（2023年、東映） - セバスチャン 役
- いまダンスをするのは誰だ?（2023年、アークエンタテインメント） - 大塚純也 役
- てっぺんの剣（2024年、シンカ）[11]

### 舞台
- 天保ねずみ伝（明治座）
- 新・名古屋嫁入り物語（中日劇場）
- 尾張嫁入り物語（中日劇場）
- 朗読劇「LOVE LETTERS」（ル・テアトル銀座）
- 明治座創業140周年記念 石川さゆり特別公演〜貞奴〜
- 日本三國（シアターH）[12]

### オリジナルビデオ
- 王様戦隊キングオージャーVSキョウリュウジャー（2024年10月9日、東映ビデオ） - セバスチャン 役

### ゲーム
- アナザー・マインド（1998年、スクウェア） - 阿久津安弘 役
- 相棒DS（2009年、テクモ） - 草野孝太郎 役

### CM
- JR東海
- NTT Docomo DoPa
- ジャスコ
- マスターカード
- 中部テレコミュニケーション コミュファ光・家族会議篇（2008年）
- 花王 サクセス（2009年 - 2010年）

### 玩具
- 王様戦隊キングオージャー MEMORIALIZE DATA CARD（2024年12月23日）